# 维拉马尼亚
维拉马尼亚（義大利語：Villamagna），是意大利基耶蒂省的一个市镇。总面积12.73平方公里，人口2457人，人口密度193.0人/平方公里（2009年）。ISTAT代码为069101。